# Friede von Westminster (1674)
Mit dem Zweiten Frieden von Westminster endete am 19. Februar 1674 der Dritte Englisch-Niederländische Seekrieg. Darin wurde der Zustand vor dem Krieg wiederhergestellt. Die kurzzeitig wieder besetzte Kolonie Neu-Niederlande, welche die Niederlande bereits im Frieden von Breda nach dem Zweiten Englisch-Niederländischen Seekrieg abgetreten hatte, ging nun endgültig an England.